# Governació d'Alexandria
La governació d'Alexandria (àrab: محافظة الإسكندرية, muḥāfaẓat al-Iskandariyya) és una de les governacions o muhàfadhes d'Egipte, situada al nord del país, tocant la mar Mediterrània. Disposa d'un dels ports més importants d'Egipte i, juntament amb El Caire i Giza, és una de les tres governacions que també és un municipi.
La capital de la governació és Alexandria, on hi ha la Bibliotheca Alexandrina, la biblioteca més famosa del món que va desaparèixer a l'antiguitat i que ha estat reconstruïda, amb el finançament de la United States Agency for International Development (USAID), acabant-se el 2002. Alexandria és considerada actualment la segona capital d'Egipte, després d'haver-so estat durant la primera època de l'antiga Roma.
Alexandria té una població de més de 4 milions d'habitants i una superfície d'uns 2,600 km². Donada la situació geogràfica intermèdia a egipte, normalment té les 4 estacions climàtiques, tot i que en ser al costat de la Mediterrània té una climatologia més fresca que les altres governacions amb una humitat relativa més elevada que la mitjana.